# ISO 3166-2:MK
ISO 3166-2:MK es la entrada para Macedonia del Norte en ISO 3166-2, parte de los códigos de normalización ISO 3166 publicados por la Organización Internacional de Normalización (ISO), que define los códigos para los nombres de las principales subdivisiones (p.ej., provincias o estados) de todos los países codificados en ISO 3166-1.
En la actualidad, para Macedonia del Norte los códigos ISO 3166-2 se definen para 80 municipios.
Cada código consta de dos partes, separadas por un guion. La primera parte es MK, el código ISO 3166-1 alfa-2 para Macedonia del Norte. La segunda parte tiene tres cifras.

## Códigos actuales
Los nombres de las subdivisiones se clasifican según el patrón ISO 3166-2 publicado por la Agencia de Mantenimiento ISO 3166 (ISO 3166/MA).
Los nombres de las subdivisiones se ordenan según el alfabeto macedonio, de acuerdo con la romanización (diferente al que se usa en el alfabeto cirílico original para asignar códigos): a-c, č, d-s, š, t-z, ž.
Pulsa sobre el botón en la cabecera para ordenar cada columna.
| Código | Nombre de la subdivisión (mk) (BGN/PCGN 2013) |
| ------ | --------------------------------------------- |
| MK-801 | Aerodrom                                      |
| MK-802 | Aračinovo                                     |
| MK-201 | Berovo                                        |
| MK-501 | Bitola                                        |
| MK-401 | Bogdanci                                      |
| MK-601 | Bogovinje                                     |
| MK-402 | Bosilovo                                      |
| MK-602 | Brvenica                                      |
| MK-803 | Butel                                         |
| MK-814 | Centar                                        |
| MK-313 | Centar Župa                                   |
| MK-815 | Čair                                          |
| MK-109 | Čaška                                         |
| MK-210 | Češinovo-Obleševo                             |
| MK-816 | Čučer-Sandevo                                 |
| MK-303 | Debar                                         |
| MK-304 | Debarca                                       |
| MK-203 | Delčevo                                       |
| MK-502 | Demir Hisar                                   |
| MK-103 | Demir Kapija                                  |
| MK-406 | Dojran                                        |
| MK-503 | Dolneni                                       |
| MK-804 | Gazi Baba                                     |
| MK-405 | Gevgelija                                     |
| MK-805 | Gjorče Petrov                                 |
| MK-604 | Gostivar                                      |
| MK-102 | Gradsko                                       |
| MK-807 | Ilinden                                       |
| MK-606 | Jegunovce                                     |
| MK-205 | Karbinci                                      |
| MK-808 | Karpoš                                        |
| MK-104 | Kavadarci                                     |
| MK-307 | Kičevo                                        |
| MK-809 | Kisela Voda                                   |
| MK-206 | Kočani                                        |
| MK-407 | Konče                                         |
| MK-701 | Kratovo                                       |
| MK-702 | Kriva Palanka                                 |
| MK-504 | Krivogaštani                                  |
| MK-505 | Kruševo                                       |
| MK-703 | Kumanovo                                      |
| MK-704 | Lipkovo                                       |
| MK-105 | Lozovo                                        |
| MK-207 | Makedonska Kamenica                           |
| MK-308 | Makedonski Brod                               |
| MK-607 | Mavrovo y Rostuša                             |
| MK-506 | Mogila                                        |
| MK-106 | Negotino                                      |
| MK-507 | Novaci                                        |
| MK-408 | Novo Selo                                     |
| MK-310 | Ocrida                                        |
| MK-208 | Pehčevo                                       |
| MK-810 | Petrovec                                      |
| MK-311 | Plasnica                                      |
| MK-508 | Prilep                                        |
| MK-209 | Probištip                                     |
| MK-409 | Radoviš                                       |
| MK-705 | Rankovce                                      |
| MK-509 | Resen                                         |
| MK-107 | Rosoman                                       |
| MK-811 | Saraj                                         |
| MK-812 | Sopište                                       |
| MK-706 | Staro Nagoričane                              |
| MK-312 | Struga                                        |
| MK-410 | Strumica                                      |
| MK-813 | Studeničani                                   |
| MK-108 | Sveti Nikole                                  |
| MK-211 | Štip                                          |
| MK-817 | Šuto Orizari                                  |
| MK-608 | Tearce                                        |
| MK-609 | Tetovo                                        |
| MK-403 | Valandovo                                     |
| MK-404 | Vasilevo                                      |
| MK-101 | Veles                                         |
| MK-301 | Vevčani                                       |
| MK-202 | Vinica                                        |
| MK-603 | Vrapčište                                     |
| MK-806 | Zelenikovo                                    |
| MK-204 | Zrnovci                                       |
| MK-605 | Želino                                        |

## Cambios
Los siguientes cambios de entradas han sido anunciados en los boletines de noticias emitidos por el ISO 3166/MA desde la primera publicación del ISO 3166-2 en 1998, cesando esta actividad informativa en 2013.
| Informe      | Fecha de emisión                     | Descripción del cambio reportado                                      | Cambio de código o subdivisión         |
| ------------ | ------------------------------------ | --------------------------------------------------------------------- | -------------------------------------- |
| Boletín I-8  | 2007-04-17                           | Se añaden las subdivisiones administrativas y sus elementos de código | Subdivisiones añadidas:84 municipios   |
| Boletín I-9  | 2007-11-28                           | Se añaden elementos numéricos de códigos                              | Códigos:formato cambiado (véase abajo) |
| Boletín II-3 | 2011-12-13 (corregido el 2011-12-15) | Reordenación alfabética                                               |                                        |

Los siguientes cambios a la entrada figuran en el listado del catálogo en línea de la ISO:
| Fecha real del cambio | Breve descripción del cambio |
| --------------------- | --- |
| 2011-12-13            | Reordenación alfabética |
| 2015-11-27            | Se suprimen los municipios MK-01, MK-09, MK-15, MK-17, MK-28, MK-29, MK-31, MK-38, MK-39, MK-57, MK-68, MK-77, MK-79, MK-84; se borra la observación; cambia el sistema de romanización; se añade el municipio MK-85; se actualiza el origen de la lista |
| 2019-03-13            | Cambian los nombres abreviados y completos: Macedonia (la anterior República Yugoslava de) → Macedonia del Norte; la anterior República Yugoslava de Macedonia → República de Macedonia del Norte |
| 2020-03-02            | Se suprime el municipio MK-85; Cambian sus códigos de subdivisión: de MK-02 a MK-802, de MK-03 a MK-201, de MK-04a MK-501, de MK-05 a MK-401, de MK-06 a MK-601, de MK-07 a MK-402, de MK-08 a MK-602, de MK-10 a MK-403, de MK-11 a MK-404, de MK-12 a MK-301, de MK-13 a MK-101, de MK-14 a MK-202, de MK-16 a MK-603, de MK-18 a MK-405, de MK-19 a MK-604, de MK-20 a MK-102, de MK-21 a MK-303, de MK-22 a MK-304, de MK-23 a MK-203, de MK-24 a MK-103, de MK-25 a MK-502, de MK-26 a MK-406, de MK-27 a MK-503, de MK-30 a MK-605, de MK-32 a MK-806, de MK-33 a MK-204, de MK-34 a MK-807, de MK-35 a MK-606, de MK-36 a MK-104, de MK-37 a MK-205, de MK-40 a MK-307, de MK-41 a MK-407, de MK-42 a MK-206, de MK-43 a MK-701, de MK-44 a MK-702, de MK-45 a MK-504, de MK-46 a MK-505, de MK-47 a MK-703, de MK-48 a MK-704, de MK-49 a MK-105, de MK-50 a MK-607, de MK-51 a MK-207, de MK-52 a MK-308, de MK-53 a MK-506, de MK-54 a MK-106, de MK-55 a MK-507, de MK-56 a MK-408, de MK-58 a MK-310, de MK-59 a MK-810, de MK-60 a MK-208, de MK-61 a MK-311, de MK-62 a MK-508, de MK-63 a MK-209, de MK-64 a MK-409, de MK-65 a MK-705, de MK-66 a MK-509, de MK-67 a MK-107, de MK-69 a MK-108, de MK-70 a MK-812, de MK-71 a MK-706, de MK-72 a MK-312, de MK-73 a MK-410, de MK-74 a MK-813, de MK-75 a MK-608, de MK-76 a MK-609, de MK-78 a MK-313, de MK-80 a MK-109, de MK-81 a MK-210, de MK-82 a MK-816, de MK-83 a MK-211; Corrección tipográfica del nombre de la subdivisión MK-816, Se añaden los municipios MK-801, MK-803, MK-804, MK-805, MK-808, MK-809, MK-811, MK-814, MK-815, MK-817; Se actualizan los orígenes de los códigos y de la lista |

### Códigos cambiados en el informe I-9
| Antes | Después | Nombre de la subdivisión |
| ----- | ------- | ------------------------ |
| MK-AD | MK-01   | Aerodrom                 |
| MK-AR | MK-02   | Aračinovo                |
| MK-BR | MK-03   | Berovo                   |
| MK-TL | MK-04   | Bitola                   |
| MK-BG | MK-05   | Bogdanci                 |
| MK-VJ | MK-06   | Bogovinje                |
| MK-BS | MK-07   | Bosilovo                 |
| MK-BN | MK-08   | Brvenica                 |
| MK-BU | MK-09   | Butel                    |
| MK-CE | MK-77   | Centar                   |
| MK-CZ | MK-78   | Centar Župa              |
| MK-CI | MK-79   | Čair                     |
| MK-CA | MK-80   | Čaška                    |
| MK-CH | MK-81   | Češinovo-Obleševo        |
| MK-CS | MK-82   | Čučer-Sandevo            |
| MK-DB | MK-21   | Debar                    |
| MK-DA | MK-22   | Debarca                  |
| MK-DL | MK-23   | Delčevo                  |
| MK-DM | MK-25   | Demir Hisar              |
| MK-DK | MK-24   | Demir Kapija             |
| MK-SD | MK-26   | Dojran                   |
| MK-DE | MK-27   | Dolneni                  |
| MK-DR | MK-28   | Drugovo                  |
| MK-GB | MK-17   | Gazi Baba                |
| MK-GV | MK-18   | Gevgelija                |
| MK-GP | MK-29   | Gjorče Petrov            |
| MK-GT | MK-19   | Gostivar                 |
| MK-GR | MK-20   | Gradsko                  |
| MK-IL | MK-34   | Ilinden                  |
| MK-JG | MK-35   | Jegunovce                |
| MK-KB | MK-37   | Karbinci                 |
| MK-KX | MK-38   | Karpoš                   |
| MK-AV | MK-36   | Kavadarci                |
| MK-KH | MK-40   | Kičevo                   |
| MK-VD | MK-39   | Kisela Voda              |
| MK-OC | MK-42   | Kočani                   |
| MK-KN | MK-41   | Konče                    |
| MK-KY | MK-43   | Kratovo                  |
| MK-KZ | MK-44   | Kriva Palanka            |
| MK-KG | MK-45   | Krivogaštani             |
| MK-KS | MK-46   | Kruševo                  |
| MK-UM | MK-47   | Kumanovo                 |
| MK-LI | MK-48   | Lipkovo                  |
| MK-LO | MK-49   | Lozovo                   |
| MK-MK | MK-51   | Makedonska Kamenica      |
| MK-MD | MK-52   | Makedonski Brod          |
| MK-MR | MK-50   | Mavrovo y Rostuša        |
| MK-MG | MK-53   | Mogila                   |
| MK-NG | MK-54   | Negotino                 |
| MK-NV | MK-55   | Novaci                   |
| MK-NS | MK-56   | Novo Selo                |
| MK-OD | MK-58   | Ocrida                   |
| MK-OS | MK-57   | Oslomej                  |
| MK-PH | MK-60   | Pehčevo                  |
| MK-PE | MK-59   | Petrovec                 |
| MK-PN | MK-61   | Plasnica                 |
| MK-PP | MK-62   | Prilep                   |
| MK-PT | MK-63   | Probištip                |
| MK-RV | MK-64   | Radoviš                  |
| MK-RN | MK-65   | Rankovce                 |
| MK-RE | MK-66   | Resen                    |
| MK-RM | MK-67   | Rosoman                  |
| MK-AJ | MK-68   | Saraj                    |
| MK-SS | MK-70   | Sopište                  |
| MK-NA | MK-71   | Staro Nagoričane         |
| MK-UG | MK-72   | Struga                   |
| MK-RU | MK-73   | Strumica                 |
| MK-SU | MK-74   | Studeničani              |
| MK-SL | MK-69   | Sveti Nikole             |
| MK-ST | MK-83   | Štip                     |
| MK-SO | MK-84   | Šuto Orizari             |
| MK-TR | MK-75   | Tearce                   |
| MK-ET | MK-76   | Tetovo                   |
| MK-VA | MK-10   | Valandovo                |
| MK-VL | MK-11   | Vasilevo                 |
| MK-VE | MK-13   | Veles                    |
| MK-VV | MK-12   | Vevčani                  |
| MK-NI | MK-14   | Vinica                   |
| MK-VC | MK-15   | Vraneštica               |
| MK-VH | MK-16   | Vrapčište                |
| MK-ZA | MK-31   | Zajas                    |
| MK-ZK | MK-32   | Zelenikovo               |
| MK-ZR | MK-33   | Zrnovci                  |
| MK-ZE | MK-30   | Želino                   |

### Códigos suprimidos el 27 de noviembre de 2015
| Código anterior | Nombre de la subdivisión | Notas                                    |
| --------------- | ------------------------ | ---------------------------------------- |
| MK-01           | Aerodrom                 | Subsumido en el Gran Municipio de Skopje |
| MK-09           | Butel                    | Subsumido en el Gran Municipio de Skopje |
| MK-77           | Centar                   | Subsumido en el Gran Municipio de Skopje |
| MK-79           | Čair                     | Subsumido en el Gran Municipio de Skopje |
| MK-28           | Drugovo                  | Fusionado con el Municipio de Kičevo     |
| MK-17           | Gazi Baba                | Subsumido en el Gran Municipio de Skopje |
| MK-29           | Gjorče Petrov            | Subsumido en el Gran Municipio de Skopje |
| MK-38           | Karpoš                   | Subsumido en el Gran Municipio de Skopje |
| MK-39           | Kisela Voda              | Subsumido en el Gran Municipio de Skopje |
| MK-57           | Oslomej                  | Fusionado con el Municipio de Kičevo     |
| MK-68           | Saraj                    | Subsumido en el Gran Municipio de Skopje |
| MK-84           | Šuto Orizari             | Subsumido en el Gran Municipio de Skopje |
| MK-15           | Vraneštica               | Fusionado con el Municipio de Kičevo     |
| MK-31           | Zajas                    | Fusionado con el Municipio de Kičevo     |